# Alexei Nikolajewitsch Kurenkow
Alexei Nikolajewitsch Kurenkow (russisch Алексей Николаевич Куренков, wiss. Transliteration Aleksej Nikolaevič Kurenkov; * 1915 in Samara; † August 1992 in Moskau) war ein sowjetischer KGB-Offizier, der von 1954 bis 1962 Leiter der Hochschule des Ministeriums für Staatssicherheit der UdSSR war.

## Leben
Kurenkow wurde in die Familie eines Schlossers geboren. 1930 verließ er mit Abschluss der 6. Klasse die Schule und begann eine Ausbildung als Tischler. Ab 1932 arbeitete er als Mechaniker im 1. Staatlichen Kupferverarbeitungsbetrieb in Koltschugino. Ab 1933 besuchte er die Arbeiterfakultät, um sich auf ein Hochschulstudium vorzubereiten. 1934 schrieb er sich an der Staatlichen Technischen Universität Moskau ein. Nach Abschluss seines Studiums trat er 1939 in den NKWD ein. In den Sicherheitsorganen übte er verschiedene Tätigkeiten aus:
- März 1939: Erst Ermittler, dann stellvertretender Leiter des Sekretariats des Sonderkommissars des NKWD der UdSSR und ab August 1939 wurde er der 4. Direktion zugeteilt
- 1940: Ermittler der Sonderinspektion der Personalabteilung des NKWD – NKGB der UdSSR.
- November 1941: Ermittler in der militärischen Spionageabwehr
- Mai 1943: Stellvertretender Leiter der Untersuchungsabteilung des militärischen Nachrichtendienstes SMERSch im Bereich der 39. Armee (Kalininer Front)
- August 1943: Leitender Ermittler der Sonderinspektion der Personalabteilung des SMERSch
- Juni 1946 bis April 1949: Personalabteilung des MGB
- 27. April 1949 bis 3. März 1953: Personalabteilung des Amtes des Beauftragten des MGB in der DDR (zunächst Mitarbeiter, dann ab 7. Juni 1949 Stellvertretender Leiter und ab 4. Juli 1952 Leiter)
- März bis 12. August 1953: Leiter der Personalabteilung des Amtes des Bevollmächtigten des Ministeriums des Innern der DDR – Stellvertretender Beauftragter des Ministeriums des Innern in Deutschland für Personal
- 8. Februar bis 18. März 1954: Leiter der 3. Abteilung der 2. Hauptdirektion des Innenministeriums der UdSSR
- 18. März bis 28. Oktober 1954: Leiter der 3. Abteilung des KGB unter dem Ministerrat der UdSSR
- 28. Oktober 1954 bis 27. Februar 1962: Leiter der Hochschule des Ministeriums für Staatssicherheit der UdSSR
- 1962 bis 1964: Leiter der Vertretung des KGB im Innenministerium Bulgariens

## Beförderungen (Auswahl)
- 9. August 1939: Leutnant der Staatssicherheit (russisch Лейтенант государственной безопасности)
- Major der Staatssicherheit (russisch Майор государственной безопасности)
- 1949: Oberstleutnant der Staatssicherheit (russisch подполковник государственной безопасности)
- 14. Januar 1956: General der Staatssicherheit 3. Rang (russisch генерал госбезопасности 3 ранга), entspricht dem russischen Rang Generalmajor (russisch Генерал-майор)

## Auszeichnungen
- 13. September 1954: Orden des Vaterländischen Krieges II. Klasse
- 26. August 1954: Orden des Roten Sterns (1. Verleihung)
- 5. November 1954: Orden des Roten Sterns (2. Verleihung)
- 15. September 1961: Orden des Roten Banners der Arbeit